# Haus der Erholung (Ahlbeck)

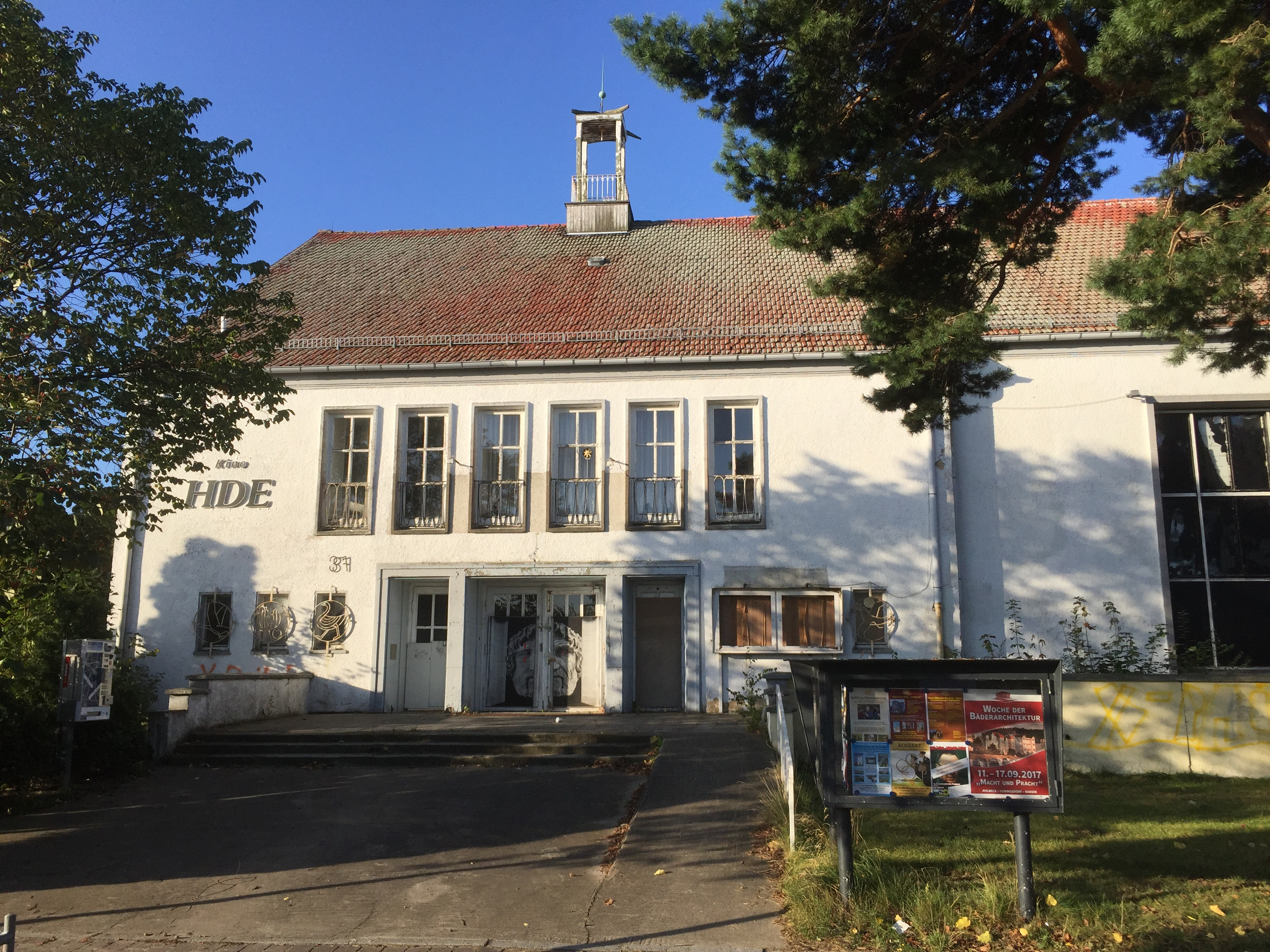
Haus der Erholung in Ahlbeck, 2017

Das Haus der Erholung ist ein Baudenkmal im Seebad Ahlbeck auf der Insel Usedom in Mecklenburg-Vorpommern. Das Gebäude in der Dünenstraße 37 an der Ostseepromenade diente Urlaubern zu DDR-Zeiten als Kultur- und Verpflegungszentrum.
Der traufständige Putzbau wurde im Mai 1957 eröffnet und besitzt einen rechteckigen Grundriss. Auf dem Satteldach befindet sich eine Dachlaterne. Eine breite Freitreppe führt an der seeseitig linken, leicht vorgezogenen Hausseite zum Eingangsportal, neben dem je drei kleine Fenster angeordnet sind. Zwei der Fensteröffnungen sind rechts neben dem Eingang durch einen Schaukasten verdeckt. Über dem Portal sind sechs große hochkantige Fenster angeordnet. Der rechte Hausteil ist ein Saalbau mit hohen rechteckigen Sprossenfenstern. Alle Fenster- und Türgewände bestehen aus Naturstein. An der landseitigen Fassade befindet sich ein eingeschossiges Wirtschaftsgebäude als Anbau mit ebenfalls rechteckigem Grundriss und Satteldach. Für diesen Anbau wurde im Februar 2019 der Beschluss zum Abriss gefasst; der Gebäudeteil ist inzwischen abgerissen. 
Zweck des Baus war die Schaffung eines Kulturzentrums und einer Verpflegungsstätte für die zahlreichen FDGB-Urlauber. Nach der politischen Wende wurde das Gebäude bis 2010 als Kino, Diskothek und für Veranstaltungen des örtlichen Karnevalvereins genutzt. Mit Stand Juli 2012 weist das Haus der Erholung, insbesondere der Anbau, Spuren des Verfalls auf. Geplant ist die Sanierung und folgende touristische Nutzung als „Haus der Erlebnisse“ mit Touristinformation und Kino.